# Bertha Becker
Bertha Koiffmann Becker dite Bertha Becker, née le 7 novembre 1930 à Rio de Janeiro et morte le 13 juillet 2013 dans la même ville, est une géographe brésilienne spécialisée dans l'étude de l'Amazonie et de la géopolitique du Brésil.

## Biographie
Bertha Koiffmann Becker naît en 1939. Elle obtient un baccalauréat, puis une licence en géographie et en histoire à la Faculté nationale de philosophie de l'Université fédérale de Rio de Janeiro (FNFi/UFRJ) en 1948. Diplômée d'un doctorat en 1970, elle est professeure à l'Institut des géosciences de l'UFRJ. Elle effectue un post-doctorat au Département des études et de l'urbanisme du MIT, aux États-Unis, en 2000. Elle est professeure émérite à l'UFRJ et membre de l'Académie brésilienne des sciences.
Elle travaille comme consultante et conseillère auprès de nombreuses agences publiques brésiliennes : Ministère de la Science et de la Technologie, Ministère de l'Environnement, Ministère des Affaires étrangères, Ministère de l'Intégration régionale et des affaires étrangères. Elle intègre et dirige plusieurs groupes de recherche internationaux à l'Union géographique internationale (UGI) dont elle assure la vice-présidence de 1996 à 2000. Elle est présidente de la Commission nationale du Brésil et de l'Association nationale des études supérieures en géographie (ANPEGE). Elle a également participé à la conception du Plan Amazonie Durable.
Elle crée le Laboratório de Gestão do Território (LAGET) et la revue Território, ce qui joue un rôle fondamental dans le développement des études amazoniennes au Brésil.
Elle explique avoir choisi son cursus de géographe pour trois raisons : sa sœur aînée étudiait l'histoire et la géographie, elle voulait parcourir le monde et elle est une fille de parents issus de l'immigration (sa mère est ukrainienne et son père roumain).
Bertha Becker meurt le 13 juillet 2013 à Rio de Janeiro,.

## Recherche
L'une de ses principales recherches a porté sur l'expansion de la frontière mobile de l'agriculture au Brésil, la pression du bétail autour de Rio de Janeiro et de São Paulo, et la progression du bétail à Goiás et de là à l'Amazonie. Elle participe à la mise au point de la méthodologie de Zonage économique et écologique de l’Amazonie (ZEE) qui sera reprise par les différents États de la région.
Bertha Koiffmann Becker est devenue connue comme Cientista da amazônia (scientifique de l'Amazonie) du fait de ses recherches sur la géographie politique de l'Amazonie et du Brésil. Elle a fait une synthèse des changements résultant des transformations qui ont eu lieu dans la dynamique spatiale de la région amazonienne.
Elle a publié plus de 180 livres, articles et ouvrages au cours de sa carrière. Son travail a été récompensé par plusieurs titres et distinctions.

## Récompenses

### Titres honorifiques
- Commandeur de l'Ordre national du mérite scientifique - Président de la République du Brésil - 2007 ;
- Maître de conférences émérite - Escola Superior de Guerra - 2007 ;
- Docteur honoris causa - Université Lyon III, France - 2005[4].

### Médailles
- Médaille des Amis de la Marine - Marine du Brésil - 1999 ;
- Médaille du mérite scientifique Carlos Chagas Filho - Fondation Carlos Chagas Filho pour le soutien à la recherche de l'État de Rio de Janeiro - 2000 ;
- Médaille du centenaire David Livingston - American Geographical Society - 2001 ;
- Médaille du mérite géographique - Société brésilienne de géographie - 2007.

### Hommages
- Hommage du Groupe des Géographes Français - Centre de Développement Durable, Université de Brasilia (UnB) - 2003 ;
- Hommage du Département de géographie - UNESP, Campus Rio Claro - 2003.

## Publications
- BECKER, BK As Amazônias de Bertha K. Becker - 3 volumes. Rio de Janeiro: Editora Garamond, 2015.
- BECKER, BK A Urbe Amazônida. Rio de Janeiro: Editora Garamond, 2013[7].
- BECKER, BK Geopolítica da Amazonia. Advanced Studies, São Paulo, Vol. 19, n ° 53, p. 71-86, 2005.
- BECKER, BK Amazônia - Geopolítica na Virada do III Milênio. Rio de Janeiro : Editora Garamond, 2004[8].
- BECKER, B. et EGLER, CAG Detalhamento da metodologia para o ecológico-econômico da Amazonia Legal. Brasilia: SAE / MMA / LAGET. 1997.
- BECKER, BK; EGLER, CAG Brasil: Uma Nova Potencia Regional na Economia-Mundo. Rio de Janeiro: Bertrand Brasil, 1993.
- BECKER, BK Geografia e o Resgate da Geopolitica. Revista Brasileira de Geografia, Rio de Janeiro, Rio de Janeiro, Vol. 50, n ° 2, p. 99-126, 1988.
- BECKER, BK Geopolitica da Amazonia: A Nova Fronteira de Recursos.. Rio de Janeiro: Zahar, 1982.
- Dimensões Humanas da Biodiversidade – O Desafio de Novas Relações Sociais (avec Irene Garay)
- Migrações internas no Brasil - Reflexo da Organização do Espaço Desequilbrada
- Tecnologia e gestão do território (avec d'autres auteurs)
- Um Futuro para Amazônia (avec Claudio Stenner)
- Dilemas e Desafios do Desenvolvimento Sustentável no Brasil (avec Ignacy Sachs et Cristovam Buarque ). Rio de Janeiro: Editora Garamond.